# Saint-Nabor

Saint-Nabor este o comună în departamentul Bas-Rhin, Franța. În 1 ianuarie 2022 avea o populație de 511 de locuitori.